# Carcelia flavitibia
Carcelia flavitibia är en tvåvingeart som beskrevs av Cantrell 1985. Carcelia flavitibia ingår i släktet Carcelia och familjen parasitflugor. Inga underarter finns listade i Catalogue of Life.